# 298 TCN
298 TCN là một năm trong lịch Julius. 